# Geografia dell'Islanda

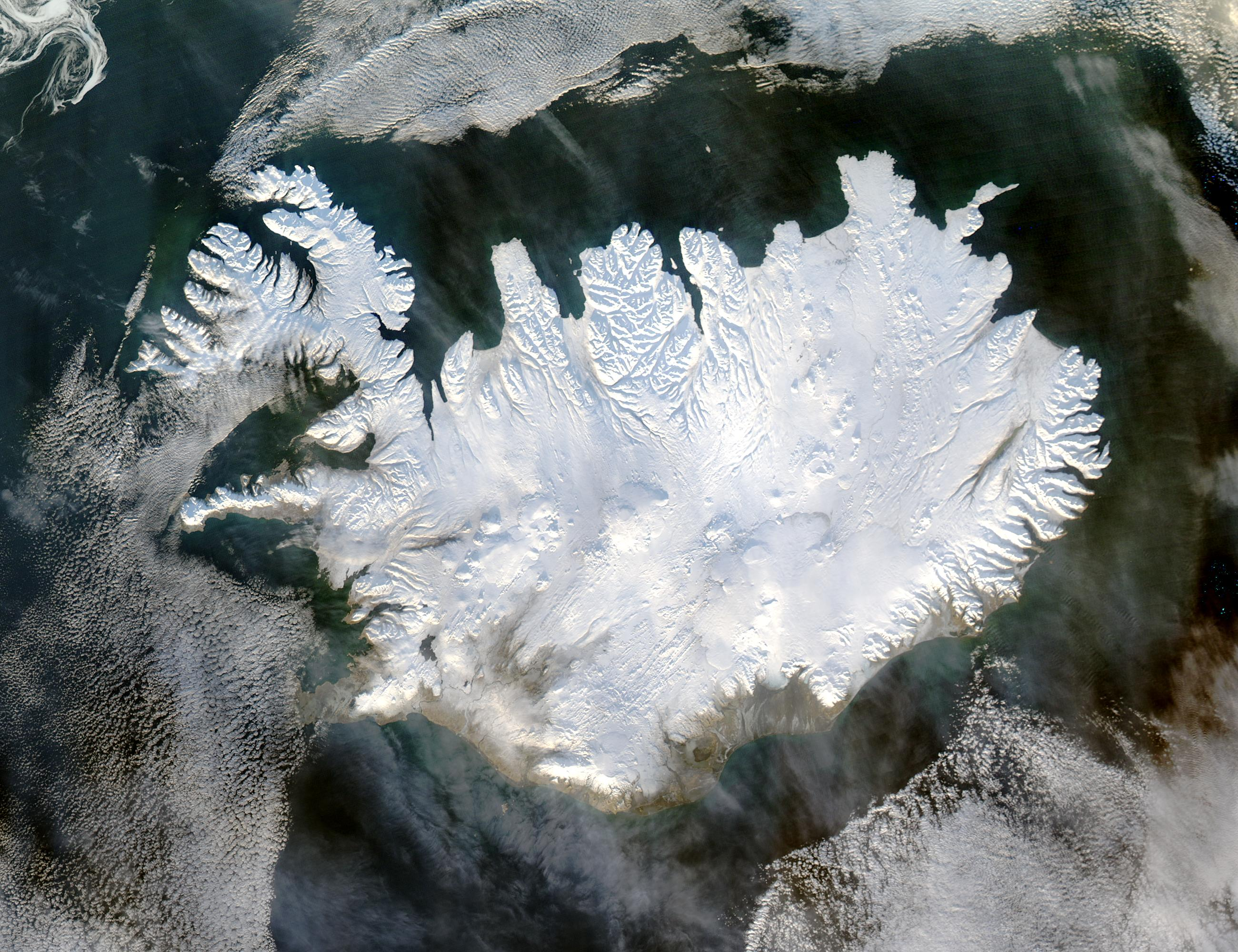
Immagine reale dell'Islanda fotografata dal satellite Aqua della NASA il 28 gennaio 2004

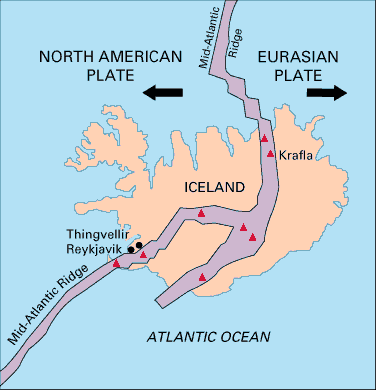
L'isola dell'Islanda divisa a metà dalla piattaforma europea e nordamericana

La geografia dell'Islanda comprende la descrizione di tutti gli elementi fisico-geografici (pianure, mari, rilievi, laghi e fiumi) islandesi. 
L'Islanda è la seconda isola maggiore dell'Europa, con un'attività geotermica e vulcanica molto intensa, situata sulla dorsale medio atlantica, nell'Oceano Atlantico settentrionale ad est della Groenlandia, immediatamente a sud del circolo polare artico. Sorge a circa 4.200 km da New York e a 830 km dalla Scozia.

## Descrizione
Le rocce della dorsale medio atlantica che segnano la divisione tra le piattaforme europea e nordamericana corrono attraverso l'Islanda da sud-ovest a nord-est. Questa caratteristica geografica è evidente al Parco Nazionale Þingvellir, dove il promontorio crea uno straordinario anfiteatro naturale. Solo poco più di mille anni fa il primo Parlamento islandese (Althing) si riunì qui.
Circa metà dell'area coperta dall'Islanda, che è di recente origine vulcanica, consiste di deserti montagnosi di lava (la cui maggiore elevazione raggiunge i 2.119 m s.l.m.). L'11% della superficie è coperto da tre grandi ghiacciai:
- Vatnajökull (8.300 km²)
- Langjökull (953 km²)
- Hofsjökull (925 km²)

e diversi ghiacciai minori:
- Mýrdalsjökull, 695 km²
- Drangajökull, 199 km²
- Eyjafjallajökull, 107 km²
- Snæfellsjökull.

Il 20% delle terre è utilizzato per i pascoli, e solo l'1% è coltivato; è in corso anche un ambizioso programma di riforestazione. Si suppone che prima degli insediamenti umani del X secolo, gli alberi coprissero circa il 30-40% dell'isola, ma oggi gli unici esempi di foresta di betulle sono a Hallormstaðaskógur e Vaglaskógur.
Il fiume più lungo dell'isola è il Þjórsá, nell'area meridionale del paese.
Le aree abitate si concentrano sulla costa, particolarmente nel sud-ovest, mentre i rilievi centrali sono totalmente disabitati.
A causa della moderata influenza della Corrente del Golfo, il clima è caratterizzato da estati fresche e inverni relativamente miti, ma ventosi. A Reykjavík, la temperatura media è di 11 °C in luglio e -1 °C a gennaio.

## Dati
Posizione
Isola dell'Europa settentrionale (per ragioni storiche e culturali non è considerata parte del Nord America) situata tra il Mare di Groenlandia e l'Oceano Atlantico settentrionale, a nord-ovest di:
- 65°00′N 18°00′W
- Nord: Rifstangi, 66°32′,3 N
- Sud: Kötlutangi, 63°23′,6 N
- Ovest: Bjargtangar, 24°32′,1 W
- Est: Gerpir, 13°29′,6 W

Zona
Regione artica
Area
- Totale: 103.125 km²
- Terre: 100.329 km²
- Acque: 2.796 km²

Area (comparazione)
Poco più piccola del Kentucky; circa metà della Gran Bretagna; poco più grande di Hokkaidō
Confini di terraInesistenti dato il fatto che l'Islanda è un'isola
Costa
4.988 km
Possesso del mare
- Crosta continentale: 200 miglia nautiche (370 km) o fino alla fine del margine continentale
- Zona economica esclusiva: 200 miglia nautiche (370 km)
- Mare territoriale: 12 miglia nautiche (22 km)

Clima
Temperato; inverni miti e ventosi, estati fresche
Terreno
Pianure interrotte da picchi montagnosi e ghiacciai; la costa è profondamente indentata da baie e fiordi
Altitudini estreme
- Punto più basso: Laguna Jölkulsárlón (-146 m)
- Punto più alto: Hvannadalshnúkur (2.110 m)

Risorse naturali
Pesce, energia idroelettrica, energia geotermica.
Uso delle terre
- Terre arabili: 0,07%
- Raccolti permanenti: 0%
- Pascoli permanenti: 23%
- Foreste: 1%
- Altro: 76%

Natura
Terremoti, attività vulcaniche e valanghe
Popolazione
- 300.000 abitanti